# Donje Svarče
Donje Svarče (cyr. Доње Сварче) – wieś w Serbii, w okręgu toplickim, w gminie Blace. W 2011 roku liczyła 85 mieszkańców.